# 53ste Oscaruitreiking
De 53ste Oscaruitreiking, waarbij prijzen werden uitgereikt aan de beste prestaties in films uit 1980, vond plaats op 31 maart 1981 in het Dorothy Chandler Pavilion in Los Angeles. De ceremonie werd voor de derde keer gepresenteerd door Johnny Carson.
De grote winnaar van de avond was Ordinary People, met in totaal zes nominaties en vier Oscars.

## Winnaars en genomineerden
De winnaars staan bovenaan in vet lettertype.

#### Beste film
- Ordinary People
  - Coal Miner's Daughter
  - The Elephant Man
  - Raging Bull
  - Tess

#### Beste regisseur
- Robert Redford - Ordinary People
  - David Lynch - The Elephant Man
  - Roman Polański - Tess
  - Richard Rush - The Stunt Man
  - Martin Scorsese - Raging Bull

#### Beste mannelijke hoofdrol
- Robert De Niro - Raging Bull
  - Robert Duvall - The Great Santini
  - John Hurt - The Elephant Man
  - Jack Lemmon - Tribute
  - Peter O'Toole - The Stunt Man

#### Beste vrouwelijke hoofdrol
- Sissy Spacek - Coal Miner's Daughter
  - Ellen Burstyn - Resurrection
  - Goldie Hawn - Private Benjamin
  - Mary Tyler Moore - Ordinary People
  - Gena Rowlands - Gloria

#### Beste mannelijke bijrol
- Timothy Hutton - Ordinary People
  - Judd Hirsch - Ordinary People
  - Michael O'Keefe - The Great Santini
  - Joe Pesci - Raging Bull
  - Jason Robards - Melvin and Howard

#### Beste vrouwelijke bijrol
- Mary Steenburgen - Melvin and Howard
  - Eileen Brennan - Private Benjamin
  - Eva Le Gallienne - Resurrection
  - Cathy Moriarty - Raging Bull
  - Diana Scarwid - Inside Moves

#### Beste originele scenario
- Melvin and Howard - Bo Goldman
  - Brubaker - W.D. Richter en Arthur Ross
  - Fame - Christopher Gore
  - Mon Oncle d'Amerique - Jean Gruault
  - Private Benjamin - Nancy Meyers, Charles Shyer en Harvey Miller

#### Beste bewerkte scenario
- Ordinary People - Alvin Sargent
  - Breaker Morant - Jonathan Hardy, David Stevens en Bruce Beresford
  - Coal Miner's Daughter - Tom Rickman
  - The Elephant Man - Christopher DeVore, Eric Bergren en David Lynch
  - The Stunt Man - Lawrence B. Marcus en Richard Rush

#### Beste niet-Engelstalige film
- Moscow Does Not Believe in Tears - Sovjet-Unie
  - Confidence - Hongarije
  - Kagemusha (The Shadow Warrior) - Japan
  - The Last Metro - Frankrijk
  - The Nest - Spanje

#### Beste documentaire
- From Mao to Mozart: Isaac Stern in China - Murray Lerner
  - Agee - Ross Spears
  - The Day After Trinity - Jon Else
  - Front Line - David Bradbury
  - The Yellow Star - The Persecution of the Jews in Europe 1933-45 - Bengt von zur Muehlen en Arthur Cohn

#### Beste camerawerk
- Tess - Geoffrey Unsworth en Ghislain Cloquet
  - The Blue Lagoon - Néstor Almendros
  - Coal Miner's Daughter - Ralf D. Bode
  - The Formula - James Crabe
  - Raging Bull - Michael Chapman

#### Beste montage
- Raging Bull - Thelma Schoonmaker
  - Coal Miner's Daughter - Arthur Schmidt
  - The Competition - David Blewitt
  - The Elephant Man - Anne V. Coates
  - Fame - Gerry Hambling

#### Beste artdirection
- Tess -  Pierre Guffroy en Jack Stephens
  - Coal Miner's Daughter - John W. Corso en John M. Dwyer
  - The Elephant Man - Stuart Craig, Bob Cartwright en Hugh Scaife
  - The Empire Strikes Back - Norman Reynolds, Leslie Dilley, Harry Lange, Alan Tomkins en Michael Ford
  - Kagemusha (The Shadow Warrior) - Yoshiro Muraki

#### Beste originele muziek
- Fame - Michael Gore
  - Altered States - John Corigliano
  - The Elephant Man - John Morris
  - The Empire Strikes Back - John Williams
  - Tess - Philippe Sarde

#### Beste originele nummer
- "Fame" uit Fame - Muziek: Michael Gore, tekst: Dean Pitchford
  - "Nine to Five" uit Nine to Five - Muziek en tekst: Dolly Parton
  - "On the Road Again" uit Honeysuckle Rose - Muziek en tekst: Willie Nelson
  - "Out Here on My Own" uit Fame - Muziek: Michael Gore, tekst: Lesley Gore
  - "People Alone" uit The Competition - Muziek: Lalo Schifrin, tekst: Wilbur Jennings

#### Beste geluid
- The Empire Strikes Back - Bill Varney, Steve Maslow, Gregg Landaker en Peter Sutton
  - Altered States - Arthur Piantadosi, Les Fresholtz, Michael Minkler en Willie D. Burton
  - Coal Miner's Daughter - Richard Portman, Roger Heman en Jim Alexander
  - Fame - Michael J. Kohut, Aaron Rochin, Jay M. Harding en Chris Newman
  - Raging Bull - Donald O. Mitchell, Bill Nicholson, David J. Kimball en Les Lazarowitz

#### Beste visuele effecten
- The Empire Strikes Back - Brian Johnson, Richard Edlund, Dennis Muren en Bruce Nicholson[2]

#### Beste kostuumontwerp
- Tess - Anthony Powell
  - The Elephant Man - Patricia Norris
  - My Brilliant Career - Anna Senior
  - Somewhere in Time - Jean-Pierre Dorleac
  - When Time Ran Out - Paul Zastupnevich

#### Beste korte film
- The Dollar Bottom - Lloyd Phillips
  - Fall Line - Bob Carmichael en Greg Lowe
  - A Jury of Her Peers - Sally Heckel

#### Beste korte animatiefilm
- The Fly - Ferenc Rofusz
  - All Nothing - Frédéric Back
  - History of the World in Three Minutes Flat - Michael Mills

#### Beste korte documentaire
- Karl Hess: Toward Liberty - Roland Hallé en Peter Ladue
  - Don't Mess with Bill - John Watson en Pen Densham
  - The Eruption of Mount St. Helens - George Casey
  - It's the Same World - Dick Young
  - Luther Metke at 94 - Richard Hawkins en Jorge Preloran

#### Ere-award
- Henry Fonda, de volmaakte acteur, als erkenning voor zijn briljante prestaties en blijvende bijdrage aan de kunst van films.[3]

## Films met meerdere nominaties
De volgende films ontvingen meerdere nominaties:
| Nominaties | Film                           | Awards |
| ---------- | ------------------------------ | ------ |
| 8          | The Elephant Man               |        |
| 8          | Raging Bull                    | 2      |
| 7          | Coal Miner's Daughter          | 1      |
| 6          | Fame                           | 2      |
| 6          | Ordinary People                | 4      |
| 6          | Tess                           | 3      |
| 4          | The Empire Strikes Back        | 2      |
| 3          | Melvin and Howard              | 2      |
| 3          | Private Benjamin               |        |
| 3          | The Stunt Man                  |        |
| 2          | Altered States                 |        |
| 2          | The Competition                |        |
| 2          | The Great Santini              |        |
| 2          | Kagemusha (The Shadow Warrior) |        |
| 2          | Resurrection                   |        |